# بشکونش
«بشکونش» (انگلیسی: Break It Off) یک ترانه از خواننده اهل باربادوس ریانا از دومین آلبوم استودیویی خود، دختری مثل من (۲۰۰۶) و با همراهی آوازهای شان پال است. ترانه در ۱۳ نوامبر ۲۰۰۶ توسط دف جم رکوردینگز و اس‌آرپی به عنوان چهارمین و آخرین تک‌آهنگ از آلبوم منتشر شد. «بشکونش» یک ترانه پاپ-دنس‌هال آینده نگرانه و آراندبی است که بر روی آن ضرب الکترو-رگی لایه‌برداری شده‌است.